# Zapolje (Rešetari)
Zapolje is een plaats in de gemeente Rešetari in de Kroatische provincie Brod-Posavina. De plaats telt 403 inwoners (2001).